# داته ماسامونه
داته ماسامونه (به ژاپنی: 伊達政宗 Date Masamune)؛ ۵ سپتامبر ۱۵۶۷ – ۲۷ ژوئن ۱۶۳۶) یک سیاست‌مدار قدرتمند اهل ژاپن، در دوره آزوچی–مومویاما تا اوایل دوره ادو و وارث یک منطقه از دایمیو قدرتمند در ناحیه توهوکو بود. او بخاطر از دست دادن یک چشمش به اژدهای تک چشم (به ژاپنی: 独眼竜)؛ معروف بود. به عنوان جنگجوی افسانه‌ای و یک رهبر، شخصیت ماسامونه در جیدای‌گکی بارها به تصویر درآمده و کن واتانابه نقش او را در مجموعه دوکوگانریو ماسامونه بازی کرده‌است.

مون خاندان داته

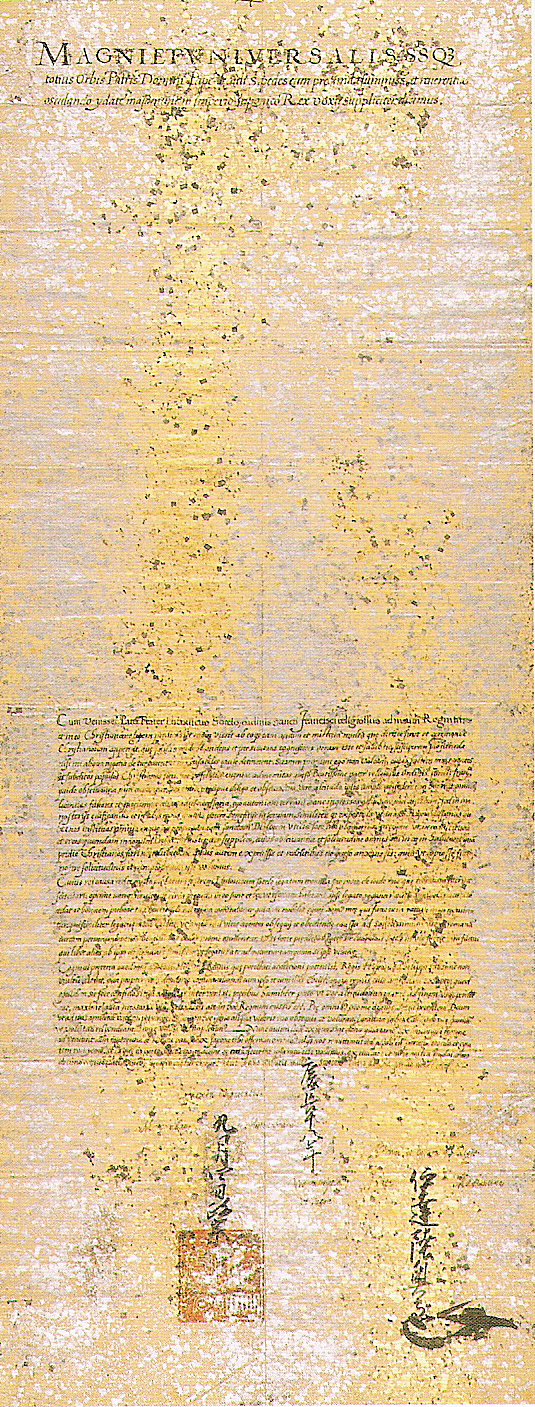
نامه نوشته‌شده توسط ماسامونه برای پل پنجم

## اوایل زندگی
ماسامونه پسر ارشد داته ترومونه و نوه داته هارومونه بود و در قلعه یونه‌زاوا، یاماگاتا یا همان استان یاماگاتا امروزی به دنیا آمد در سن ۱۴ سالگی (سال ۱۵۸۱) رهبری اولین لشکرکشی را برای کمک به پدرش در حمله به خاندان سوما انجام داد. در سن ۱۷ سالگی توانست پدرش را راضی کند که به نفع او از سمت دایمیو کناره‌گیری کند.